# Borsigwalde
Borsigwalde, Berlin-Borsigwalde – dzielnica (Ortsteil) Berlina w okręgu administracyjnym Reinickendorf. Od 1 października 1920 w granicach miasta.
Borsigwalde na zachodzie i na północy graniczy z dzielnicą Tegel, na południowym zachodzie z dzielnicą Reinickendorf, a na wschodzie graniczy z dzielnicą Wittenu.
W dzielnicy znajduje się stacja metra Borsigwerke.